# Древин, Александр Давыдович
Алекса́ндр Давы́дович Дре́вин (настоящее имя Александр-Рудольф Древиньш, латыш. Aleksandrs Rūdolfs Drēviņš; 3 [15] июля 1889, Венден, Лифляндская губерния, Российская империя — 26 февраля 1938, Бутовский полигон, Московская область, РСФСР, СССР) — российский и советский художник латышского происхождения.

## Биография

### Латышский период

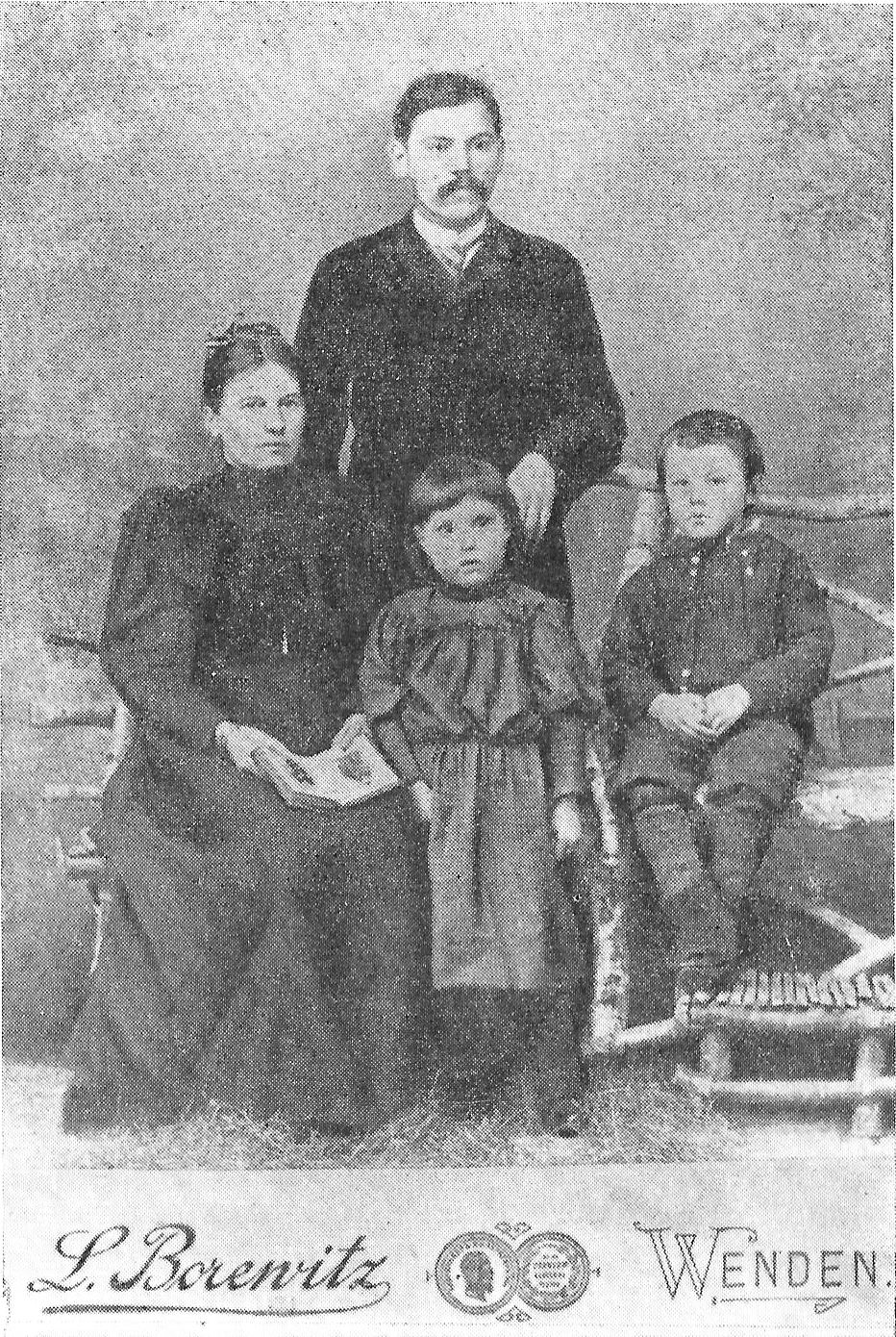
А. Древин с отцом, матерью и старшей сестрой. Ок. 1893

Родился в семье слесаря. Раннее детство будущего художника прошло в небольшом латышском городке Вендене Лифляндской губернии. В 1895 г. семья переехала в Ригу, где отец «в поисках лучшего заработка» поступил на одну из местных фабрик. Переезд из «Лифляндской Швейцарии» с глубокими оврагами и живописной долиной реки Гауя в рабочие кварталы рижской окраины, совершенно лишенные растительности, «вместо которой всюду чернеют шлаковые пустыри и глухие стены заводов… запечатлелся во мне навсегда», писал Александр Древин в своей творческой автобиографии (1933).
В 1903 г. окончил Екатерининскую школу в Риге и в 1904 г. поступил в Приготовительную мореходную школу при Магнусгофском училище дальнего плавания, которую окончил в 1907 г. В 1906 г. арестовывался за участие в революционных событиях, после чего был вынужден на полгода уехать в Смоленскую губернию. По собственному признанию, к 19-ти годам он «не знал ничего о живописи и не видел ни одной картины» и своим первым увлечением искусством был обязан одному из товарищей по мореходной школе. «Это новое увлечение настолько захватило меня, что я забыл о мореходной школе и начал писать этюды с природы, без указаний, так как товарищ мой тоже был начинающий и никого из художников мы не знали.

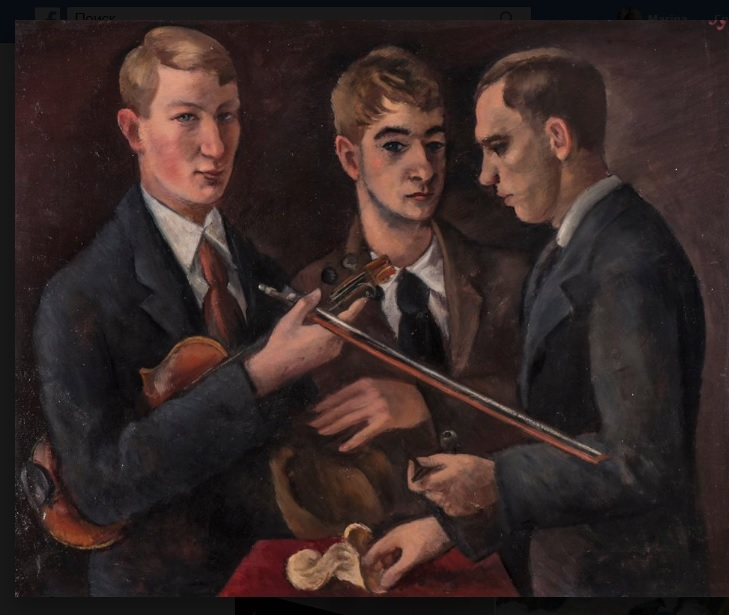
Я. Гросвальд. Три художника (Тоне, Убанс, Древин). 1915. Латвийский национальный художественный музей

В 1908 г. Древин поступил в Рижскую городскую художественную школу, где учился у Вильгельма Пурвитиса и познакомился с живописью импрессионистов. В 1912 г. участвовал тремя работами во 2-й выставке латышских художников в Риге, одну из его импрессионистических работ приобрёл Рижский художественный музей. В 1914 г. окончил художественную школу и сблизился с вернувшимся из Парижа Язепсом Гросвальдом (учеником Холлоши и ван Донгена), что дало Древину возможность познакомиться с современными модернистскими тенденциями в живописи. Гросвальд и Древин вместе с Карлом Иогансоном, Валдемаром Тоне и Конрадом Убансом создают объединение молодых латышских художников-авангардистов «Зелёный цветок» (латыш. Zaļā puķe).

### Переезд в Москву

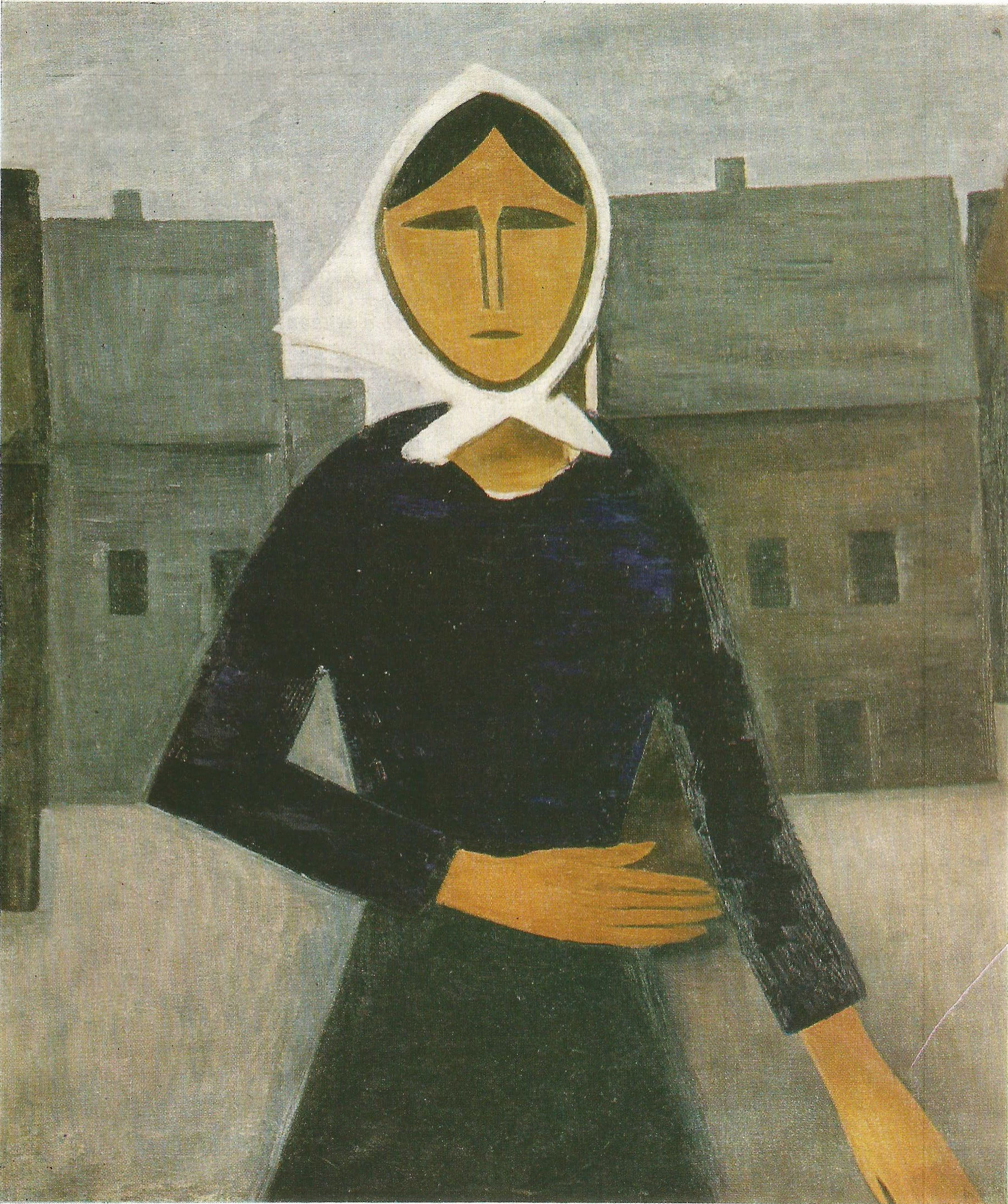
А. Древин. Беженка. 1916. Русский музей

В 1915 г. в связи с началом первой мировой войны и угрозой оккупации Древины, как беженцы, покинули Ригу и вскоре обосновались в Москве. В сентябре Александр Древин участвует в выставке латышских художников в пользу беженцев в Петрограде в галерее Н. Е. Добычиной, в этом же году становится членом общества «Бубновый валет». В 1915—1917 гг. Древин работает над серией картин, объединённых темой «Беженки», в которой впервые проявилась самостоятельность его творческой индивидуальности.

«Ему важно было не столько изобразить людей, покидающих родину, сколько передать саму суть беженца — человека с оборванными корнями, с ощущением неприкаянности, ненужности, отчуждения. Не воспроизведение натуры, а преображение её во имя выразительности — такова отныне цель художника. Для осуществления её нужна была живопись форсированной экспрессии, ёмкая и образная, как метафора, дееспособная и лаконичная, как плакат».
Весной 1916 г. участвует в выставке латышских художников в галерее Лемерсье в Москве. Несмотря на членство в «Бубновом валете», по собственному признанию Древина, до 1917 г. он «не был знаком с русскими художниками, целиком воспитываясь на собрании Щукина».

### Первые годы после революции
«Сближение с русскими художниками произошло после того, как 9-й латышский стрелковый полк выдвинул меня на общественную работу в Национальный латышский комиссариат; тогда же я принимал участие в выставке в Кремле, устроенной стрелками, где я выставил примитивы и беспредметные работы. После 1-й выставки Союза художников Москвы, где я впервые выставился с русскими художниками, В. Е. Татлин пригласил меня в Отдел изобразительных искусств, где я проработал до 1920 года».

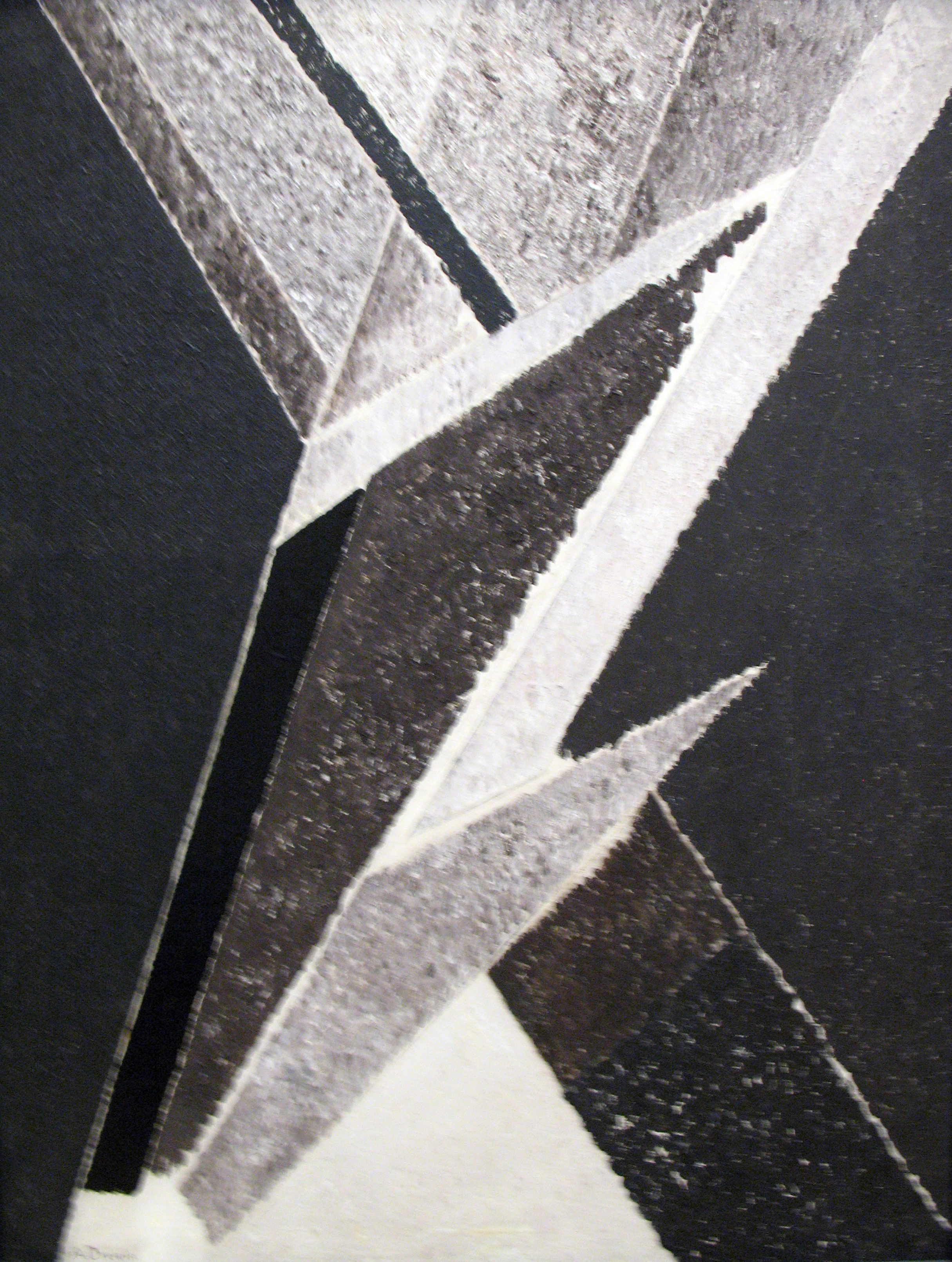
А. Древин. Живописная композиция. 1921. Третьяковская галерея

В 1919 г. Древин также руководит Музеем живописной культуры, вступает в Ассоциацию крайних новаторов живописи и входит в состав объединения латышских художников «Группа экспрессионистов». Его работы экспонируются на ретроспективной выставке объединения в Риге. Наряду с работами из цикла «Беженки» (которые впоследствии автор называл «примитивами»), в первые послереволюционные годы Древин выставляет ряд абстрактных работ, в которых нашли отражение его эксперименты с беспредметной формой и ее живописным воплощением. Среди течений русского авангарда «эти отвлеченные композиции ближе всего к принципам лучизма».
В 1920 г. Древин приглашен на работу в качестве профессора в Высшие художественно-технические мастерские (Вхутемас), где был руководителем мастерской вплоть до закрытия института в 1930 г. С 1921 г. член РАХН, деятельный участник дискуссий в Институте художественной культуры (Инхук).

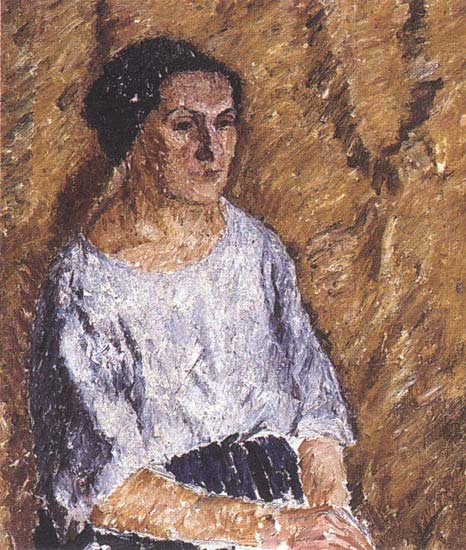
А. Древин. Портрет Надежды Удальцовой. 1923. Русский музей

Важную роль в личной и творческой судьбе Александра Древина сыграла встреча с талантливым живописцем Надеждой Удальцовой. В 1920 г. она стала его женой.
В 1922—1924 гг. Древин возвращается к натурной живописи, создает цикл автопортретов (1923), пишет портрет жены, много работает над пейзажем в Подмосковье, в деревне Сокольники (станция Влахернская) и в городе Дмитрове. В 1922—1923 гг. произведения художника экспонируются на 1-й выставке русского искусства в Берлине, Амстердаме. Часть его работ закуплена для зарубежных музеев, в том числе для общества «Société Anonyme», чья коллекция в 1941 г. вошла в собрание Художественной галереи Йельского университета.
В 1923 г. вместе с бывшими участниками группы «Бубновый валет» Древин экспонируется на «Выставке картин» в Москве, в 1924—1925 гг. присоединяется к группе «Московские живописцы» и участвует в их выставке. Тогда же вступает в АХРР, но вскоре выходит из Ассоциации.

### Вершина творчества
Во второй половине 1920-х — начале 1930-х гг. Древин и Удальцова для подготовки к большим выставкам много раз выезжали в творческие командировки, наиболее плодотворными из которых стали поездки на Урал (1926—1928), Алтай и Восточный Казахстан (1929—1932), в Армению (1933). Первая из них, в труднодоступные глухие районы Урала на реке Чусовой, внесла в живопись Древина новые, эпические мотивы, заметно отличающиеся от лирической подмосковной серии предшествующих лет: его пейзажи «становятся всё более панорамными, в них больше неба, далей, они написаны мощно, красочный слой ложится плотной корпусной массой». Работы уральского цикла экспонировались, совместно с Удальцовой, на их персональной выставке в Русском музее в 1928 г. Ещё большим творческим продвижением мастера стали поездки на Алтай, где красочная природа, большие пространства и, в особенности, «необыкновенная сила света» изменили его живопись.

«В уральских пейзажах были восходы, закаты, сумерки, были солнечные и ненастные дни — здесь же все приметы времени дня отодвинуты, отошли на второй план, как нечто эфемерное, преходящее. Изменилось и отношение к пространству — оно трактуется всё более условно, вместо линейной начинает доминировать цветовая перспектива… Художник отказывается от диктата реальной окраски предмета, подчиняя цветовой строй закону гармонии, строго “отсеивая” цвета, останавливаясь на вариациях одного, двух, трёх… Здесь нет трепетной зелени листвы, небо может быть и синим, и золотисто-охристым, багрово-пепельным, фиолетовым, граница между землёй и небом то зыбка и призрачна, то, напротив, подчёркнуто резка, и небо замыкает горизонт, словно сплошная стена».

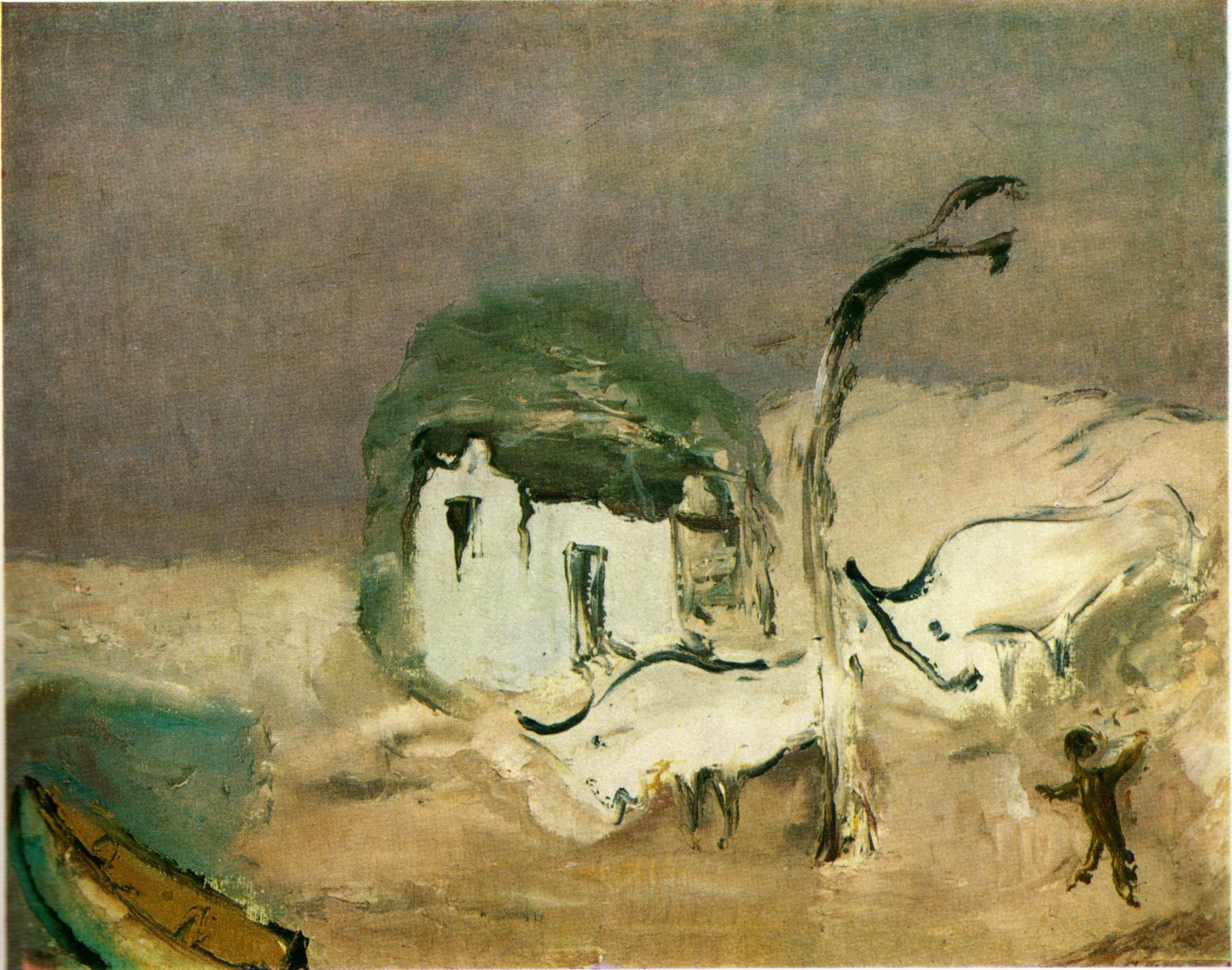
А. Древин. Быки. 1931. Русский музей

Древин продолжал преподавать и активно занимался общественной художественной жизнью: в 1927—1928 гг. был членом-учредителем и экспонентом выставок Общества московских художников., в 1931 г. вошёл в состав участников выставки «Тринадцать». Но в 1930 г. последовало закрытие Вхутемаса-Вхутеина, что отстранило Древина от преподавания и ухудшило материальное положение его семьи (по воспоминаниям Б. Ф. Рыбченкова, одного из учеников Древина, в квартире художника «мебели, кроме рабочей — обеденного стола и двух-трех стареньких стульев, не было никакой. Зато бросались в глаза два казённых, еще из Училища живописи, выдавших виды мольберта». Трапеза также обычно была «скудной»). А в 1932 г. в СССР были распущены все художественные общества и объединения, в искусстве стали господствовать принципы социалистического реализма, и моральная атмосфера стала угнетающей для тех, кто даже отчасти не разделял эти принципы. В 1933 г. ряд картин Древина были сняты с экспозиции московской выставки «Художники РСФСР за XV лет», выходит статья О. Бескина «Формализм в живописи» с резкими нападками на творчество Древина. 10 марта 1936 г. в связи с публикацией в газете «Правда» статей «Сумбур вместо музыки» и «Балетная фальшь» проходило заседание Московского областного союза советских художников, посвященное борьбе против «формализма» и «натурализма». Одним из главных предметов критики коллег стали работы А. Древина.

### Арест и гибель

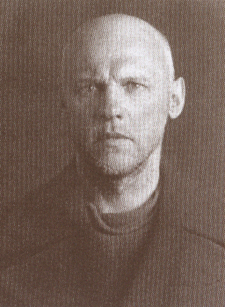
Александр Древин после ареста. 1938.

В середине 1930-х, когда творчество Древина стало подвергаться особо острым нападкам, Латышское культурно-просветительное общество «Прометей» заключило с ним несколько договоров и оказывало ему материальную поддержку (к 1938-му г. долги Древина Всероссийскому кооперативу художников и обществу «Прометей» составил около 11 тысяч рублей). Участие в деятельности общества «Прометей», многие члены которого подверглись репрессиям, привело и к расправе над Александром Древиным: 17 января 1938 года художник был арестован и после непродолжительного расследования приговорен к высшей мере наказания «за контрреволюционную деятельность». Приговор был приведен в исполнение 26 февраля 1938 года на Бутовском полигоне.
Реабилитирован 30 октября 1957 года за отсутствием состава преступления.

## Судьба творческого наследия

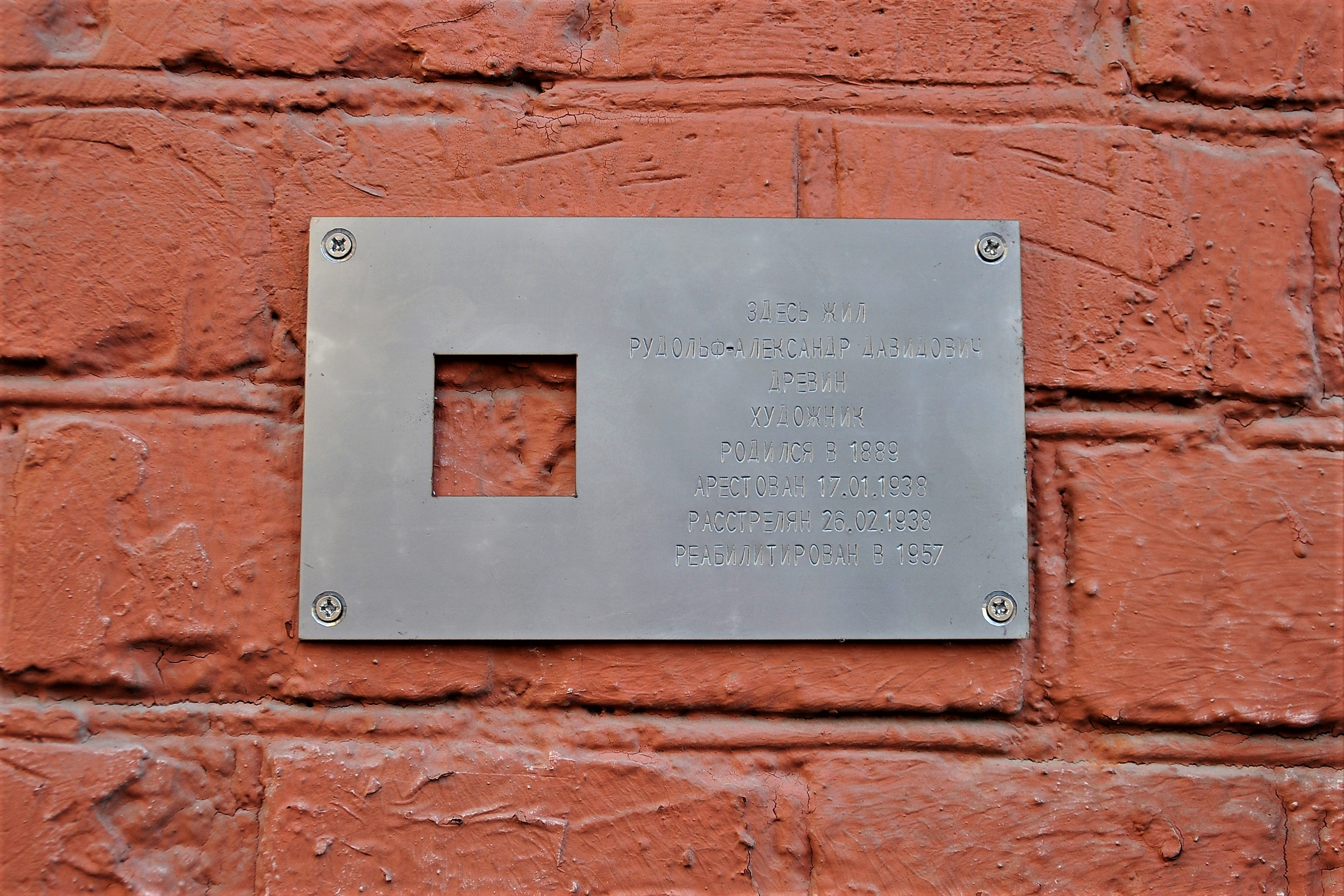
Последний адрес на доме, где жил художник

Картины и рисунки Александра Древина удалось сохранить от конфискации его жене Надежде Удальцовой. Во время ареста она выдала их за свои работы.
Впервые после длительного перерыва произведения Древина были показаны в Риге в 1959 г. на выставке работ художников — красных латышских стрелков. Однако даже после разоблачения незаконных репрессий «историки искусства были обязаны демонстрировать свое неприятие „формализма“ в искусстве, отрицательное отношение к увлечению им отдельных художников. Правда, они пытались „обелить“ мастеров искусства, приуменьшить их „вину“, несоответствие взглядов все ещё продолжавшим господствовать политическим и идеологическим критериям… Рецензент выставки, отдавая дань господствовавшим в официальной критике упрекам А. Древину в „формализме“, всё же утверждал, что „тесные связи со страной социализма и её людьми“ помогли ему „найти истинную дорогу“ и стать „зрелым реалистом“». Лишь в 1971 г. работы Древина были представлены в Москве, на выставке «Старейшие советские художники о Средней Азии и Кавказе» в Государственном музее народов Востока.
В 1977 г. картины Древина экспонировались на выставке из собрания Г. Костаки в Дюссельдорфе. В 1979 г. 90-летие художника было отмечено его персональной выставкой в Русском музее в Ленинграде. В 1980-е гг. произведения Древина демонстрировались в музее Гуггенхайма в Нью-Йорке (1981—1982), на выставках: «Семь русских художников. 1910—1930» в Кёльне (1984), «Искусство и революция» в Токио, Будапеште и Вене (1987—1988), «Русский авангард» в Хельсинки (1988), «Художники группы „Тринадцать“» в Москве (1989). В 1991 г. в залах Центрального дома художника состоялась масштабная персональная выставка Александра Древина и Надежды Удальцовой, в составе которой экспонировалось свыше 300 произведений двух мастеров (выставка не состоялась, был издан только каталог). В 2003 г. (c 28 января по 2 марта) большая персональная выставка Древина была организована в Третьяковская галерея, где было показано около 80 картин Древина из коллекций Третьяковской галереи, Государственного художественного музея Латвии, Русского музея, музеев Тулы, Новосибирска, Орла, Ульяновска, Барнаула, из собрания семьи художника.

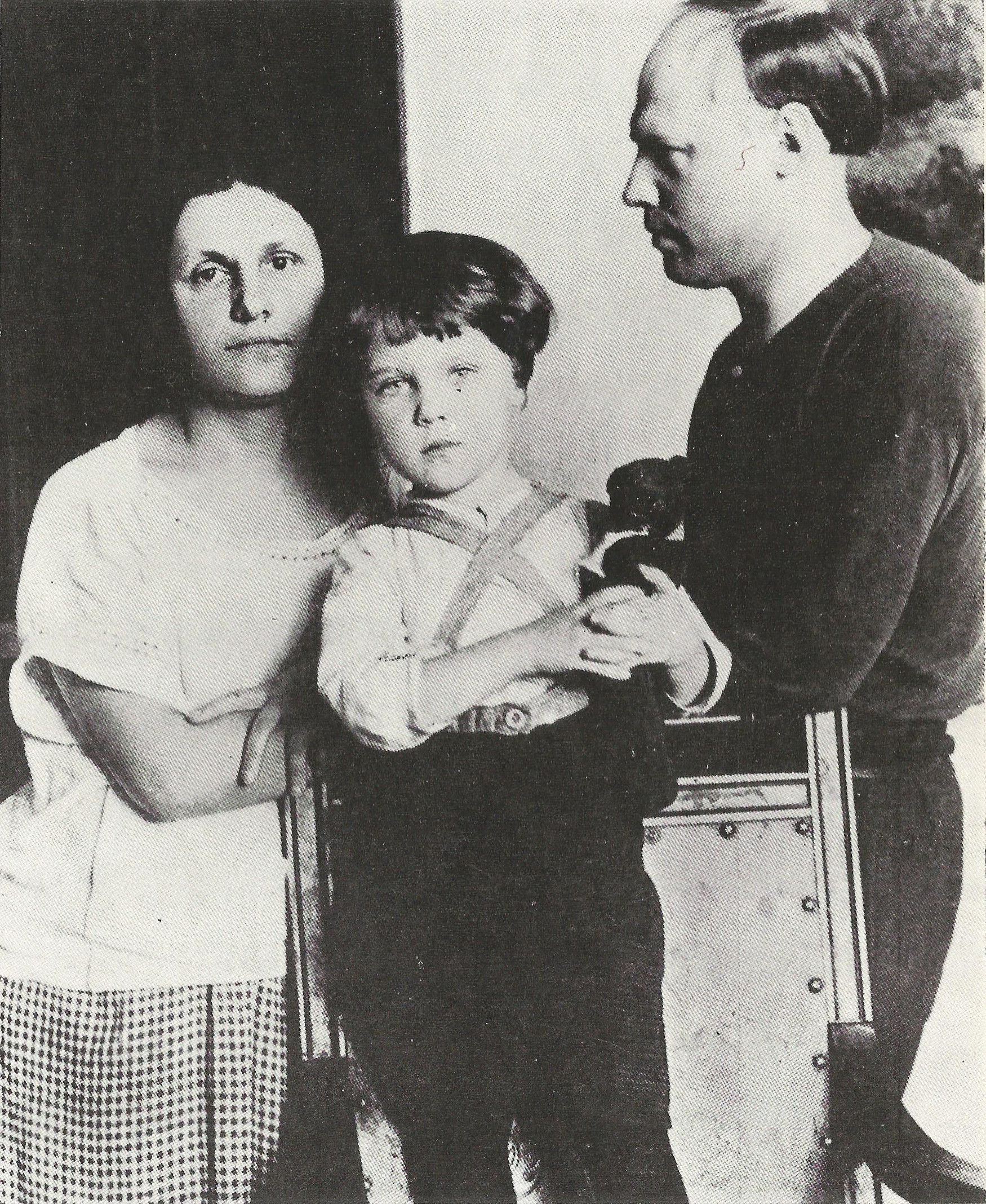
А. Древин, Н. Удальцова и их сын Андрей. Ок. 1925

В 2010 г., после смерти невестки Александра Древина, искусствоведа В. В. Стародубовой из семейного собрания пропала значительная часть произведений Древина и Удальцовой. Среди пропавших работ: «Пейзаж. Алтай» (1930), «Косуля в снегах» (1931-32), «Портрет сына Андрея» (1926) и другие. В конце 2012 г. две картины — «Охотник» (1932) и «Пейзаж с белым домом» (1931) были обнаружены на антикварном рынке Москвы.

## Семья
- Жена — Надежда Андреевна Удальцова (1886—1961), русская художница, представитель русского авангарда.
  - Сын — Андрей Александрович Древин (1921—1996), российский скульптор. Он был женат на Веронике Стародубовой (1929—2010), советском и российском искусствоведе, авторе книги «Александр Древин (1889—1938)» (2005). У них дочь Екатерина Андреевна Древина (р. 1950), тоже искусствовед.

## Галерея

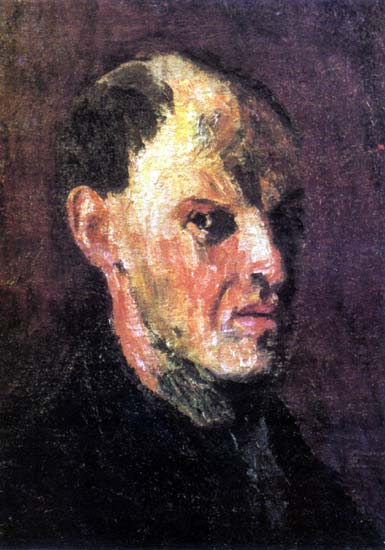
Автопортрет. 1923.
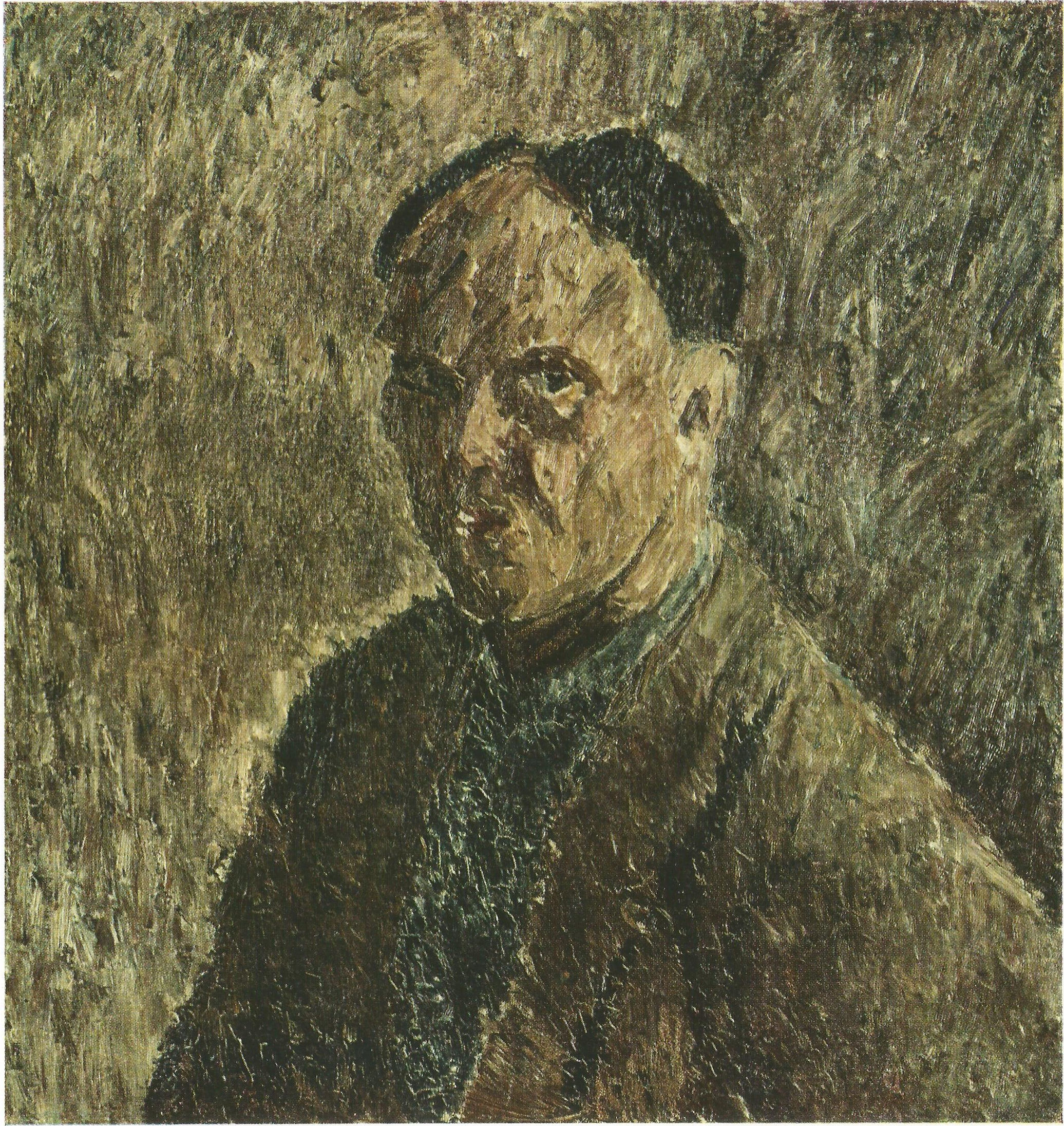
Автопортрет. 1923. Третьяковская галерея.
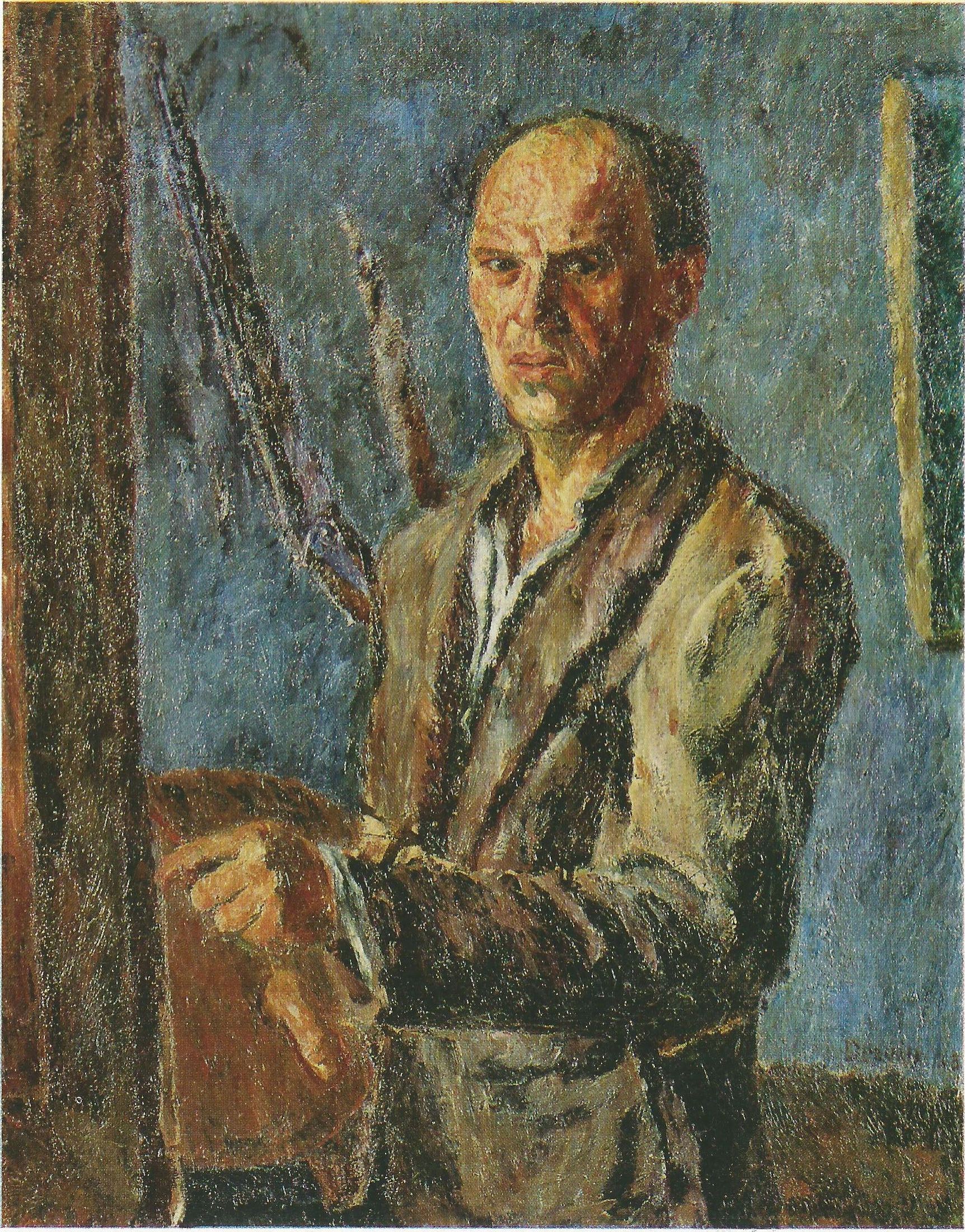
Автопортрет. 1923. Русский музей.
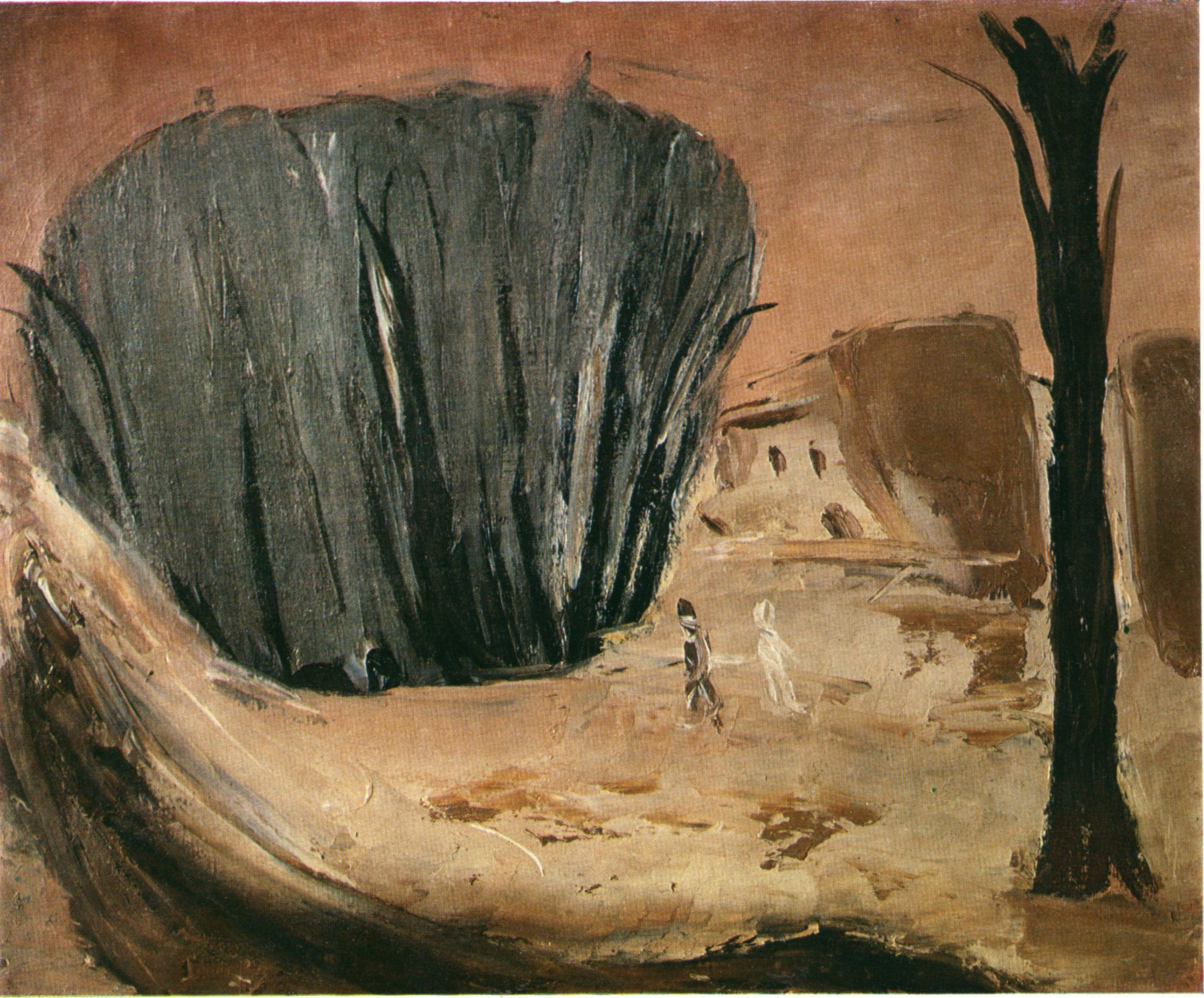
Розовый куст. 1932
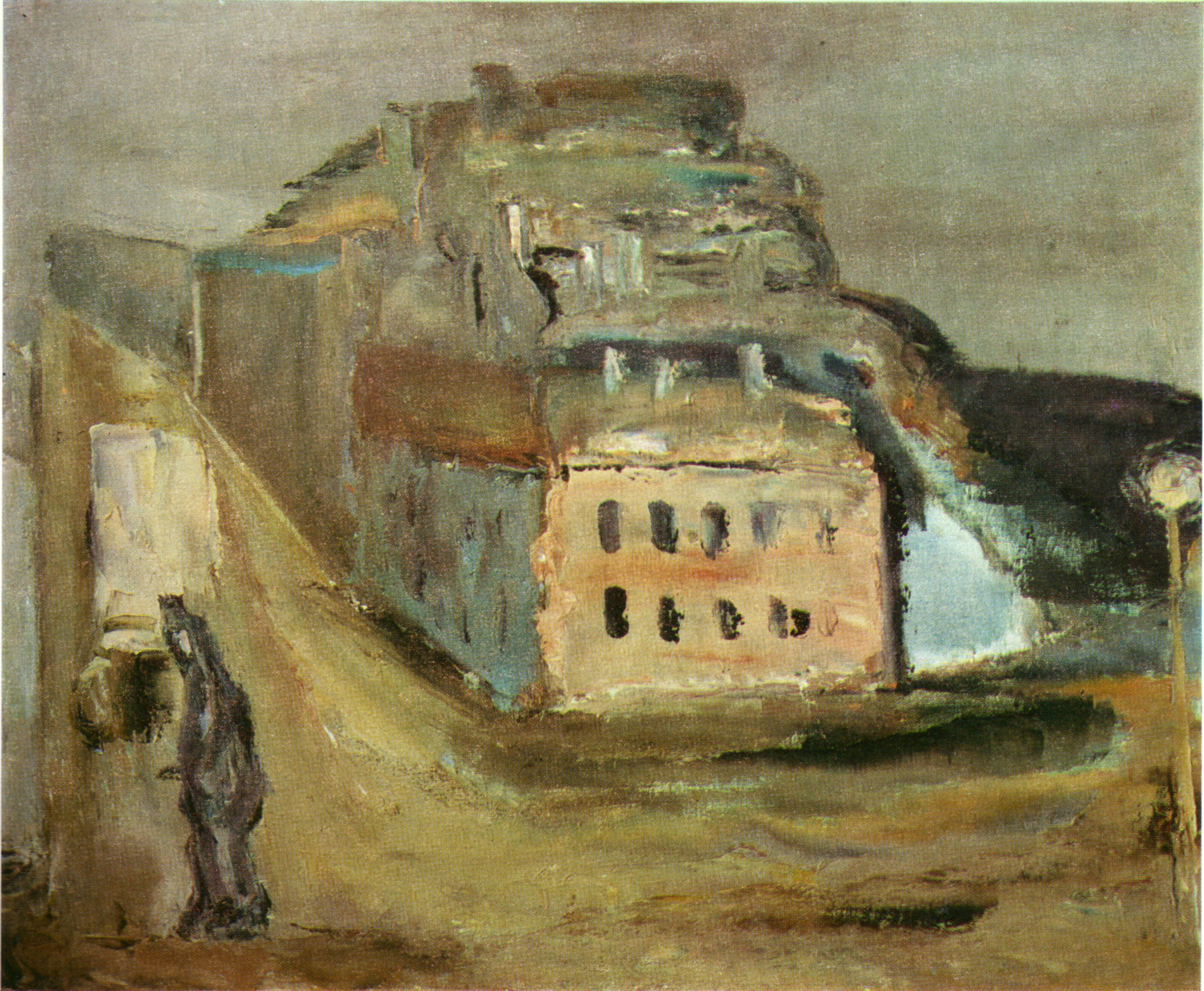
Окраина. 1931.
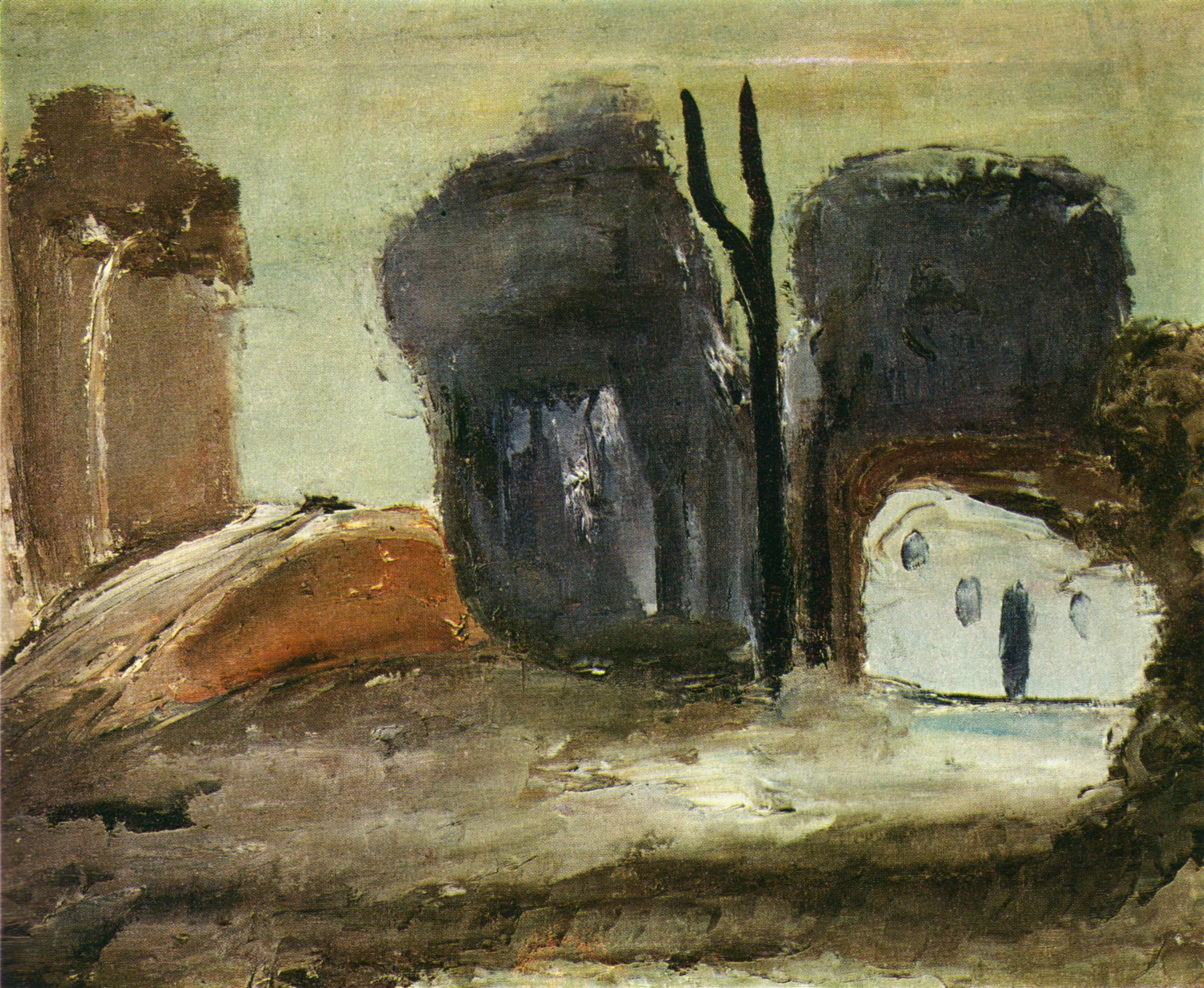
Пейзаж с белым домом. 1931.
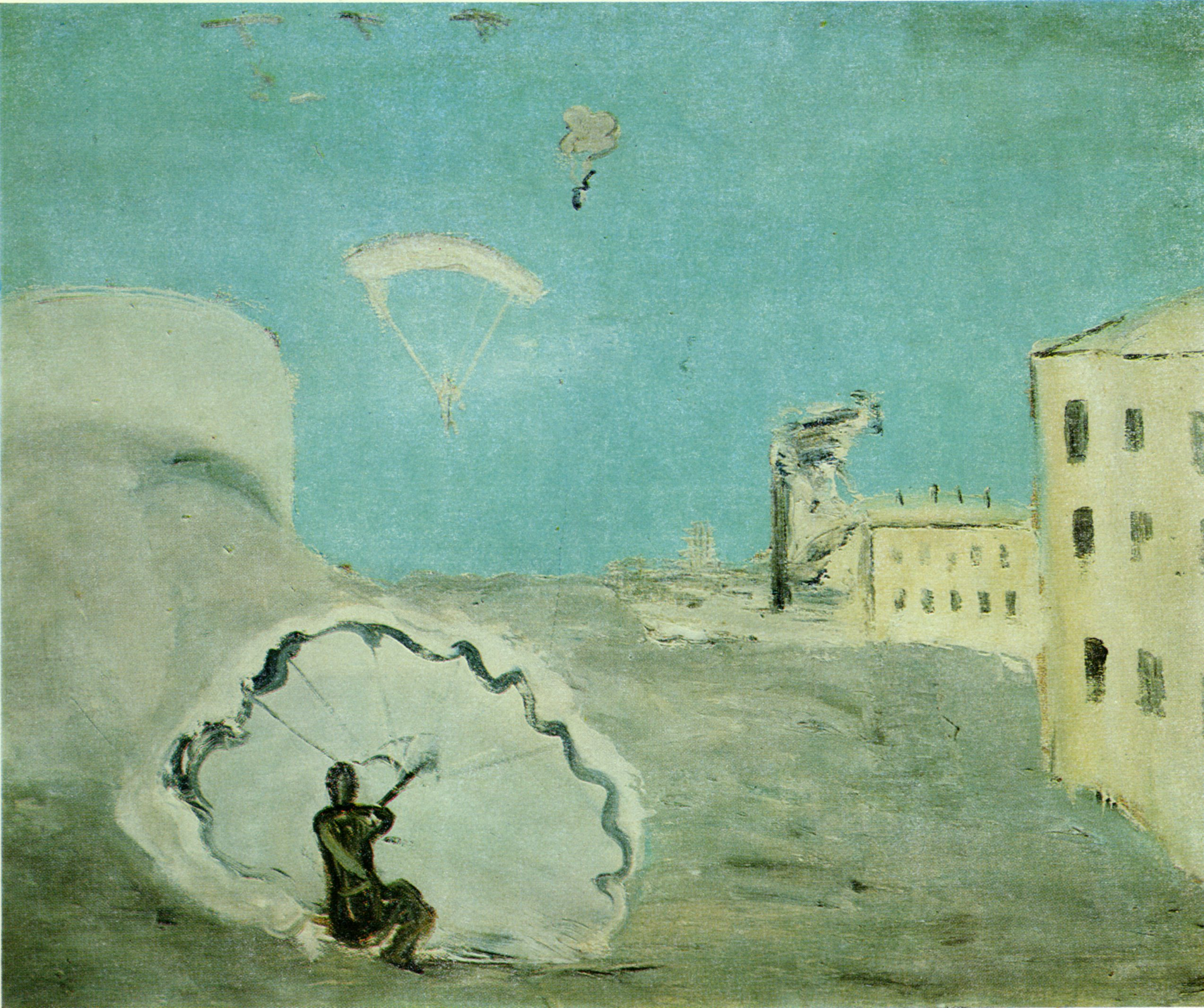
Спуск на парашюте. 1932. Русский музей.
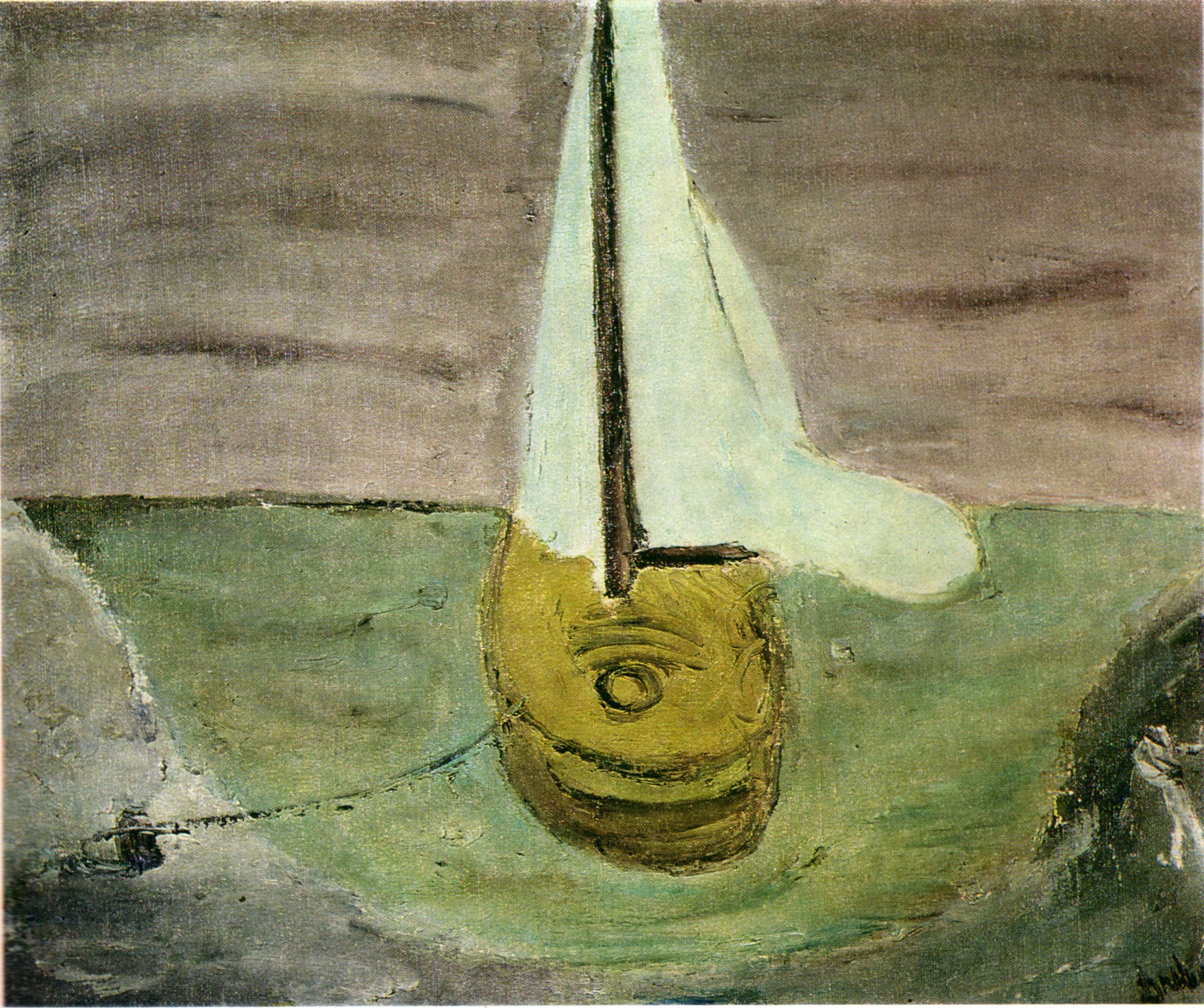
Барка. 1932.
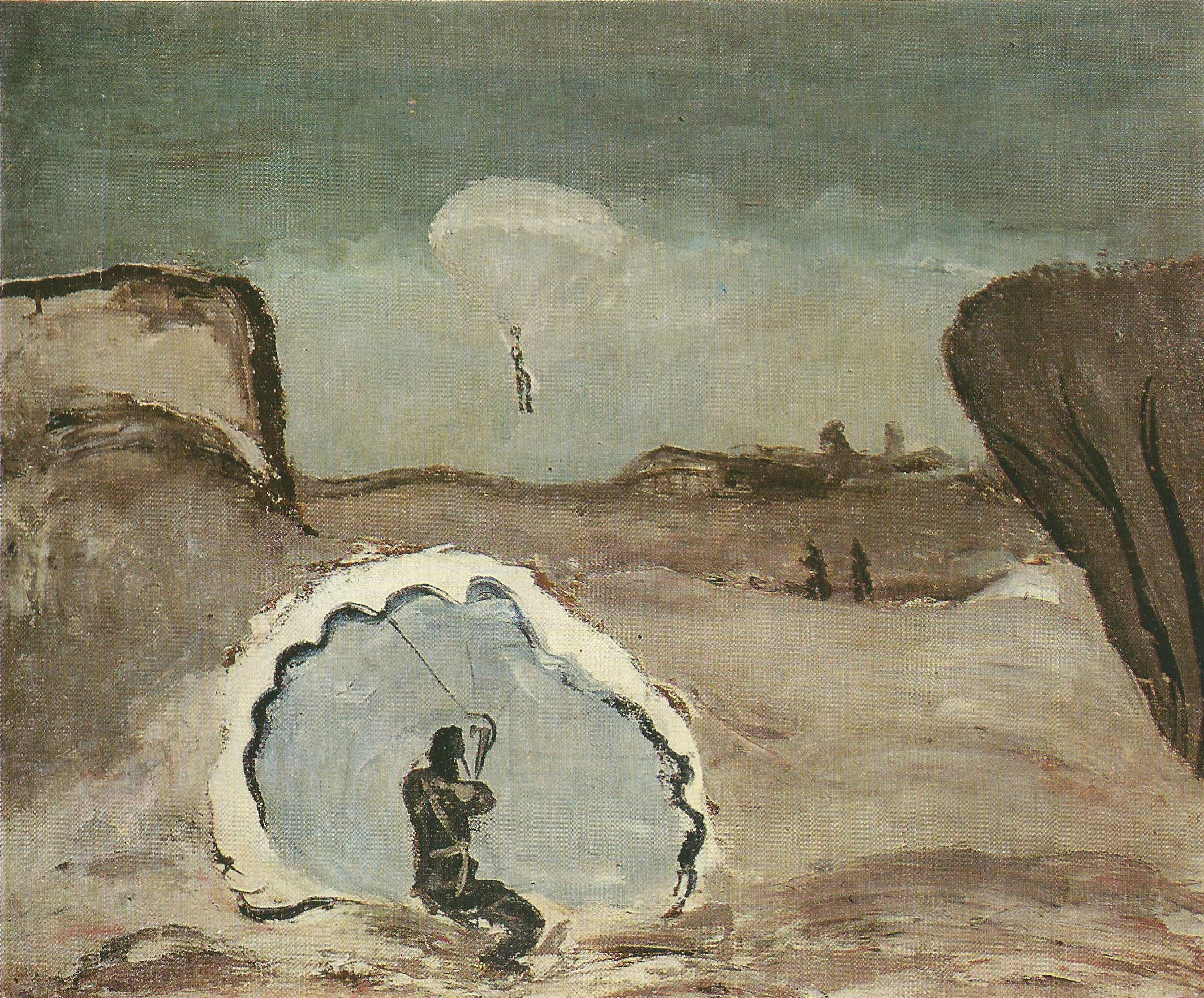
Спуск на парашюте. 1932.
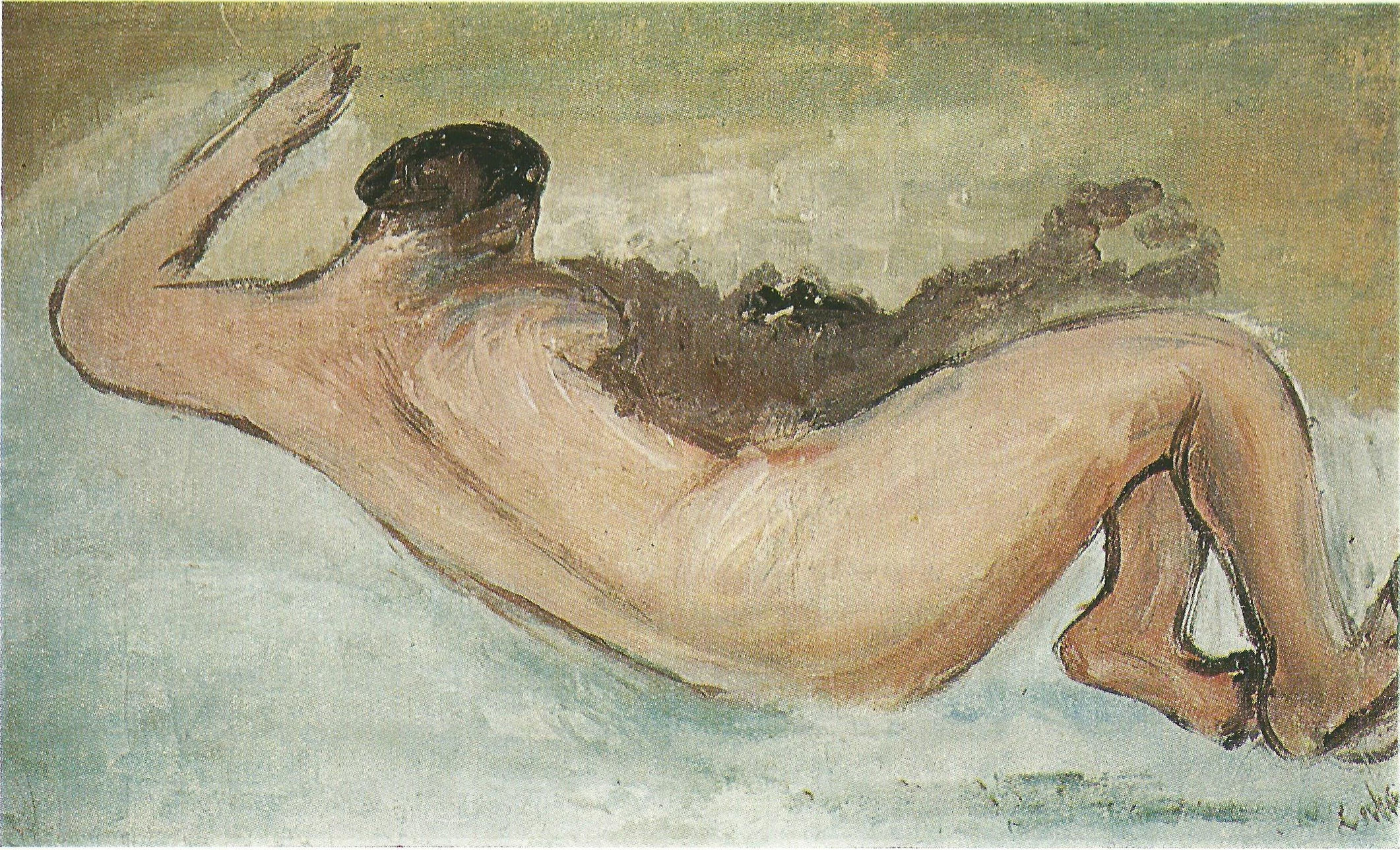
Обнажённая. 1932.
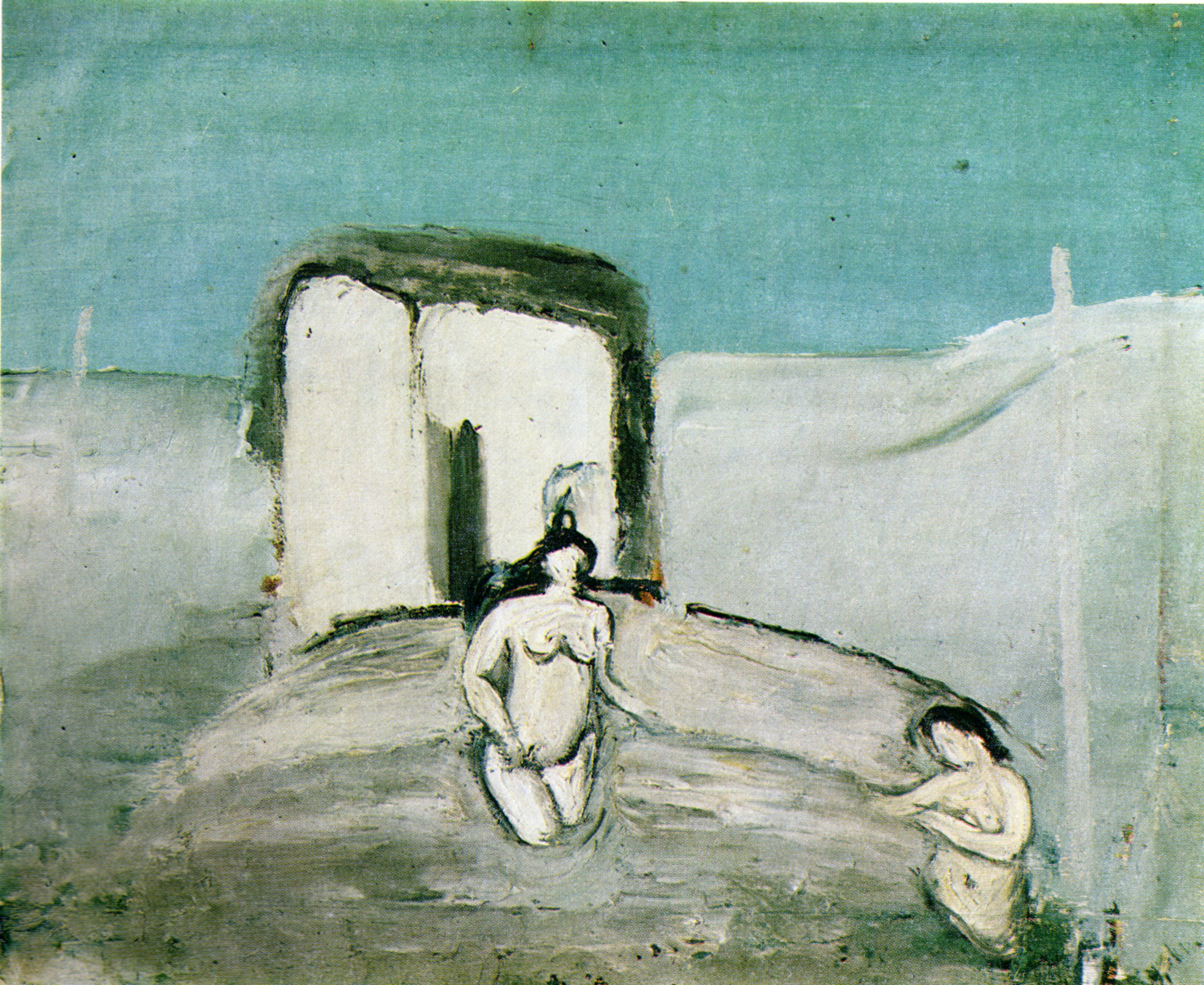
Две купальщицы. 1930—1931. Третьяковская галерея.
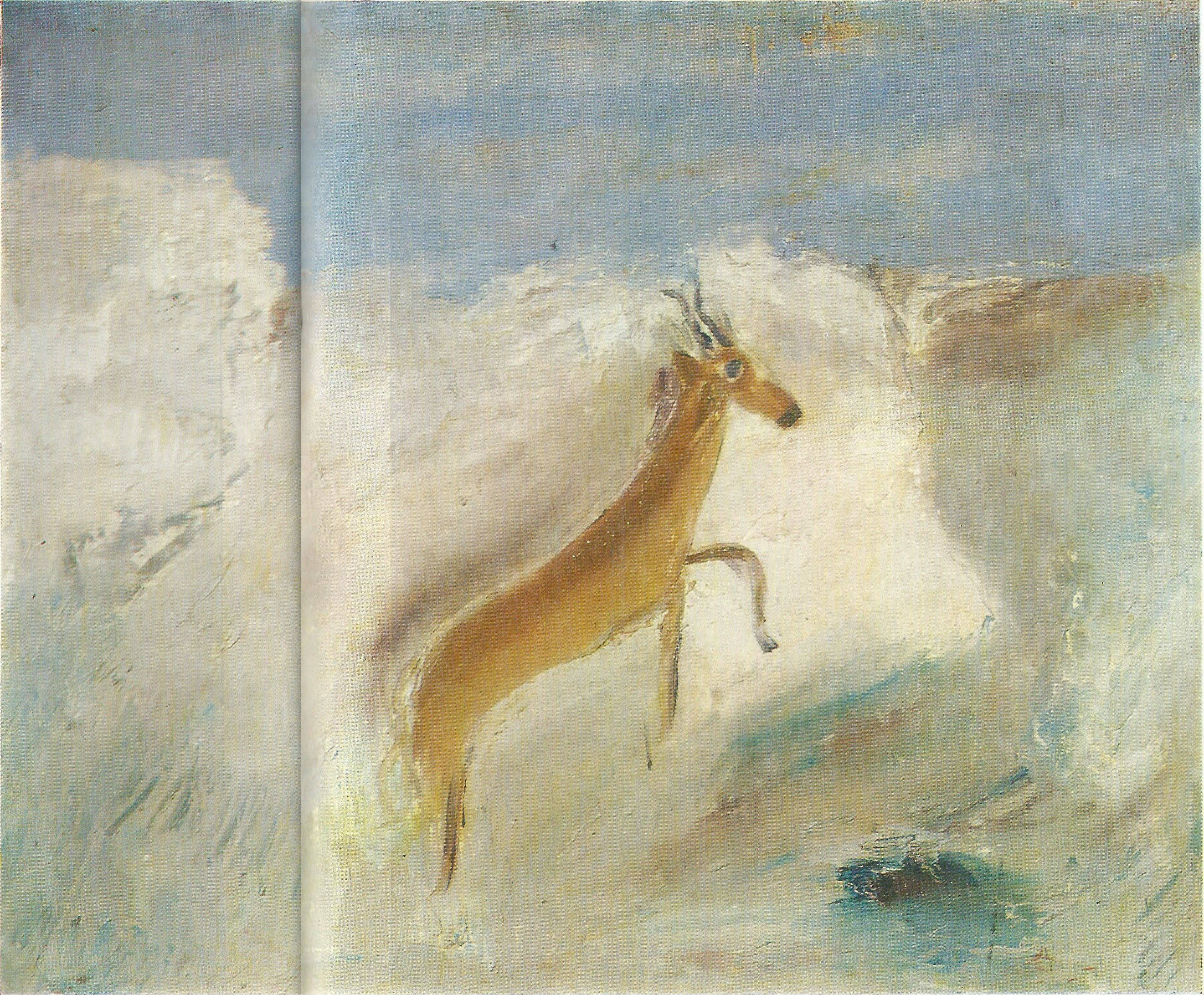
Косуля в снегах. 1931—1932.
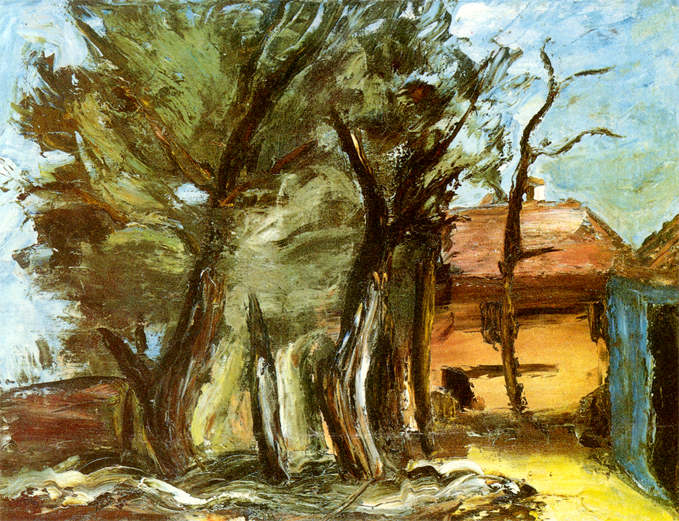
Город Дмитров. 1924. Орловский музей изобразительных искусств.
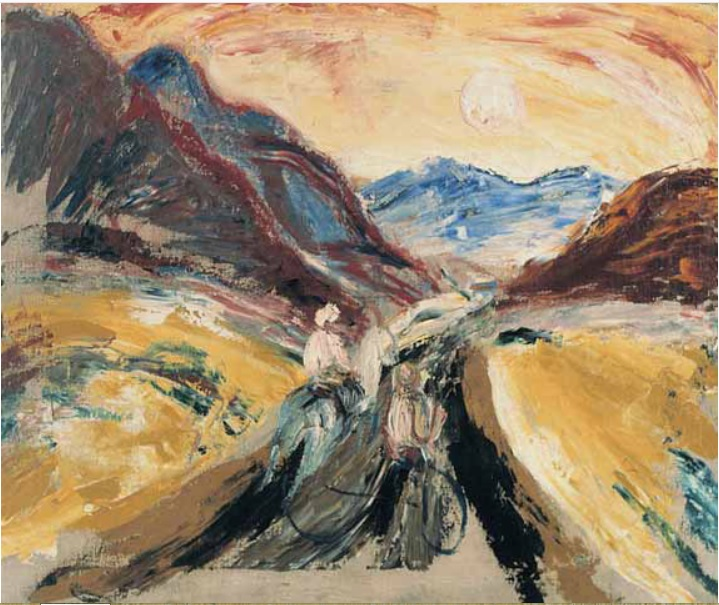
Чарыш. 1930.Государственный художественный музей Алтайского края.